# Friedrich Wilhelm Maier
Friedrich Wilhelm Maier (* 11. März 1883 in Müllheim (Baden); † 28. November 1957 in Mindelheim) war ein deutscher katholischer Theologe und Professor für neutestamentliche Exegese in Breslau und München.

## Schule und Studium
Friedrich Wilhelm Maier war Sohn katholischer Eltern; nach neueren Erkenntnissen ist die Feststellung – bisweilen zu lesen –, seine Mutter sei Protestantin gewesen, zumindest sehr unsicher. Maier besuchte Gymnasien in Mannheim, Lahr und Freiburg im Breisgau und studierte an der Universität Freiburg Katholische Theologie, Philosophie und Klassische Philologie. Im Jahr 1905 promovierte er in Freiburg zum Dr. theol.; seine Dissertation behandelte den Brief des Judas. Nach seiner Priesterweihe 1906 arbeitete Maier als Seelsorger.

## Habilitation, erste Lehrtätigkeit und Verurteilung durch Rom
Der Plan einer Habilitation in Freiburg musste 1907 zunächst verschoben werden, da Maier nach Ansicht der Fakultät nicht über ausreichende Kenntnisse der orientalischen Sprachen verfügte, die er daraufhin durch Studien an der Universität Bonn vervollständigte. Das Vorhaben der Habilitation scheiterte 1908 endgültig – nach Aussagen Maiers weil der Freiburger Erzbischof Thomas Nörber ihn für einen Modernisten hielt; ein anderer denkbarer Grund ist allerdings eine gezielte Bevorzugung eines anderen Kandidaten, der damals bereits länger Priester gewesen war. Maier habilitierte sich schließlich 1910 bei Ignaz Rohr an der Universität Straßburg und wurde dort Privatdozent.
Im Jahr 1912 verurteilte das Konsistorium in Rom auf Rat der Päpstlichen Bibelkommission einen von Maier verfassten Kommentar zu den Evangelien, in dem er die Zweiquellentheorie vertrat, wenn auch zurückhaltend. Sowohl Maier als auch der Herausgeber des Kommentars, Fritz Tillmann, verloren ihre akademischen Ämter.

## Militär- und Gefängnisgeistlicher
Anders als Tillmann wechselte Maier daraufhin nicht das theologische Fachgebiet, sondern zog es vor, Militärgeistlicher zu werden. Er wurde Divisionspfarrer in Breslau und nahm am Ersten Weltkrieg teil, ab 1917 als Armeeoberpfarrer. Zwischen 1917 und 1919 versuchte er, einen Ruf an die Universität Freiburg zu erlangen und scheiterte dort erneut – nach eigener Darstellung wieder am Einspruch Nörbers. Ab 1921 arbeitete er als Gefängnisgeistlicher in der Strafanstalt Siegburg.

## Professor in Breslau und München
Friedrich Wilhelm Maier erhielt 1924 schließlich auf Fürsprache des dortigen Erzbischofs Kardinal Bertram einen Ruf auf den Lehrstuhl für Neues Testament an der Universität Breslau, in der Nachfolge Joseph Sickenbergers. Einen Ruf im Jahr 1938 an die Ludwig-Maximilians-Universität München lehnte er ab, als dort neue Bedingungen gestellt wurden; bereits 1939 wurde die Theologische Fakultät in München geschlossen.
Nach dem Zweiten Weltkrieg floh Maier unter Zurücklassung seiner theologischen Aufzeichnungen und Unterlagen nach Bayern. Er wurde 1945 auf die Professur für neutestamentliche Exegese an der Universität München berufen. Im Jahr 1951 wurde Friedrich Wilhelm Maier emeritiert. Sein Grab liegt auf dem Friedhof in Tussenhausen.

## Bedeutung
Friedrich Wilhelm Maier war ein charismatischer Lehrer. Bereits in seiner Zeit in Breslau war er von großem Einfluss; so verlagerte sich der akademische Schwerpunkt der dortigen Fakultät nach Maiers Ankunft von der Kirchengeschichte zur Exegese. In seinen Lebenserinnerungen beschreibt Joseph Ratzinger, der spätere Benedikt XVI., ihn als „Star der Fakultät“ in München in den späten 1940er und frühen 1950er Jahren. Trotz seines frühen Vorpreschens im Jahr 1912 und häufiger späterer negativer Kommentare über die einengende Wirkung Roms wird Maier heute nicht als Modernist, sondern als eher konservativer Exeget eingeschätzt.
Zu seinen Schülern zählen Otto Kuss, Rudolf Schnackenburg, Franz Mußner, Wolfgang Trilling und Georg May. Auch Benedikt XVI. hörte in seiner Studienzeit Vorlesungen bei Maier.

## Werke (Auswahl)
Friedrich Wilhelm Maier hat vor 1912 viele theologische Schriften veröffentlicht; nach der Verurteilung seines Evangelien-Kommentars in diesem Jahr erschien erst 1929 wieder ein Buch von ihm.
- Die drei älteren Evangelien: Das Matthäusevangelium, Berlin 1912. (indiziert, aus dem Handel gezogen)
- Israel in der Heilsgeschichte nach Römer 9-11 Aschendorff, Münster 1929
- Paulus als Kirchengründer und kirchlicher Organisator (herausgegeben von Günter Stachel). Echter, Würzburg 1961 (postum)
- Jesus – Lehrer der Gottesherrschaft. Echter, Würzburg 1965 (postum)